# Liste von Wallfahrtsorten in Deutschland
Die Liste von Wallfahrtsorten in Deutschland nennt Wallfahrtsorte verschiedener Religionen, die für Pilger Ziel einer Wallfahrt sind.

## Liste
| Bundesland          | Ort                                                                           | Bemerkung |
| ------------------- | ----------------------------------------------------------------------------- | --- |
| Nordrhein-Westfalen | Aachen Bistum Aachen                                                          | alle sieben Jahre Heiligtumsfahrt |
| Bayern              | Abensberg-Allersdorf Bistum Regensburg                                        | Wallfahrtskirche Mariä Himmelfahrt |
| Nordrhein-Westfalen | Aldenhoven Bistum Aachen                                                      | Gnadenkapelle Maria, Zuflucht der Sünder |
| Bayern              | Alkofen                                                                       | Maria Bründl |
| Nordrhein-Westfalen | Altenberg Erzbistum Köln                                                      | Altenberger Dom („Dom Unserer Lieben Frau zu Altenberg“) |
| Bayern              | Altötting Bistum Passau                                                       | Gnadenkapelle |
| Bayern              | Amberg                                                                        | Wallfahrtskirche Maria Hilf |
| Bayern              | Klosterkirche Andechs Bistum Augsburg                                         | Christuswallfahrt (ältester Wallfahrtsort Bayerns), Marienwallfahrtsort |
| Rheinland-Pfalz     | Koblenz-Arenberg Bistum Trier                                                 | Wallfahrtsort mit Pfarrer-Kraus-Anlagen und Wallfahrtskirche St. Nikolaus |
| Nordrhein-Westfalen | Arnoldsweiler Bistum Aachen                                                   | Grab des hl. Arnold |
| Rheinland-Pfalz     | Auw an der Kyll Bistum Trier                                                  | |
| Nordrhein-Westfalen | Bergheim Erzbistum Köln                                                       | Schmerzhafte Mutter in der Remigiuskirche |
| Berlin              | Berlin-Mariendorf Erzbistum Berlin                                            | Wallfahrtskirche Maria Frieden |
| Baden-Württemberg   | Beuron Erzbistum Freiburg                                                     | |
| Nordrhein-Westfalen | Biesfeld Erzbistum Köln                                                       | Schmerzhafte Mutter Gottes |
| Nordrhein-Westfalen | Birgelener Pützchen Bistum Aachen                                             | Marienwallfahrt |
| Bayern              | Bogenberg                                                                     | Älteste Marienwallfahrt Bayerns |
| Brandenburg         | Bad Wilsnack                                                                  | Wunderblutkirche St. Nikolai |
| Niedersachsen       | Bethen                                                                        | St. Maria, Mutter der Sieben Schmerzen |
| Bayern              | Bettbrunn                                                                     | Salvatorkirche, Hostienwallfahrt |
| Nordrhein-Westfalen | Billerbeck Bistum Münster                                                     | |
| Bayern              | Birkenstein                                                                   | Wallfahrtskapelle Maria Himmelfahrt |
| Baden-Württemberg   | Birnau                                                                        | Wallfahrtskirche Birnau |
| Saarland            | Blieskastel                                                                   | Wallfahrt zu „Unsere Liebe Frau mit den Pfeilen“ |
| Nordrhein-Westfalen | Bocholt                                                                       | |
| Nordrhein-Westfalen | Bödingen Erzbistum Köln                                                       | Wallfahrt Zur schmerzhaften Mutter Gottes (seit 1397, ältester Wallfahrtsort Zur schmerzhaften Mutter Deutschlands) |
| Nordrhein-Westfalen | Bonn Erzbistum Köln                                                           | Kreuzbergkirche, Heiliger Stiege und Schmerzhafte Mutter |
| Rheinland-Pfalz     | Bornhofen Bistum Limburg                                                      | Marienwallfahrtsort zur Schmerzhaften Mutter Gottes |
| Rheinland-Pfalz     | Bruchhausen (Landkreis Neuwied) Erzbistum Köln                                | Marienwallfahrt zur Trösterin der Betrübten und Zuflucht der Sünder |
| Nordrhein-Westfalen | Büderich Erzbistum Köln                                                       | Wallfahrtskapelle Maria in der Not |
| Nordrhein-Westfalen | Buschhoven Erzbistum Köln                                                     | Marienwallfahrtsort mit der „Rosa mystica“ |
| Nordrhein-Westfalen | Coesfeld Bistum Münster                                                       | Coesfelder Kreuz |
| Nordrhein-Westfalen | Dalhausen                                                                     | Marienwallfahrtsort |
| Nordrhein-Westfalen | Darup                                                                         | Wallfahrtskapelle zum Heiligen Kreuz |
| Thüringen           | Dingelstädt                                                                   | Marienkirche |
| Baden-Württemberg   | Dittwar Erzbistum Freiburg                                                    | Wallfahrt zum Kreuzhölzle – Kreuzweg mit Kreuzkapelle und Mariengrotte |
| Nordrhein-Westfalen | Düren Bistum Aachen                                                           | Wallfahrt zum Annahaupt in der Kirche St. Anna |
| Nordrhein-Westfalen | Düsseldorf-Benrath Erzbistum Köln                                             | Schwarze Muttergottes von Benrath |
| Nordrhein-Westfalen | Düsseldorf-Bilk Erzbistum Köln                                                | Vierzehn Nothelfer in der Stoffeler Kapelle |
| Nordrhein-Westfalen | Düsseldorf-Gerresheim Erzbistum Köln                                          | Basilika St. Margareta mit Heilig-Blut-Reliquie |
| Nordrhein-Westfalen | Eggerode                                                                      | Marienwallfahrt Unsere Liebe Frau vom Himmelreich |
| Hessen              | Eibingen Bistum Limburg                                                       | Schrein der hl. Hildegard (bei Rüdesheim am Rhein) |
| Baden-Württemberg   | Ellwangen                                                                     | |
| Nordrhein-Westfalen | Essen Bistum Essen                                                            | Wallfahrt zur „Goldenen Madonna“ |
| Thüringen           | Etzelsbach (Eichsfeld)                                                        | |
| Nordrhein-Westfalen | Frechen-Grefrath Erzbistum Köln                                               | Schmerzhafte Mutter (früherer Standort: Bottenbroich, musste dem Braunkohletagebau weichen) |
| Bayern              | Freising Bistum München und Freising                                          | |
| Hessen              | Fulda Bistum Fulda                                                            | Grab des hl. Bonifatius – Bonifatiuswallfahrt |
| Niedersachsen       | Germershausen                                                                 | Maria in der Wiese |
| Nordrhein-Westfalen | Goch                                                                          | |
| Nordrhein-Westfalen | Ginderich                                                                     | |
| Nordrhein-Westfalen | Grotewiese                                                                    | Meinerzhagen |
| Bayern              | Gößweinstein                                                                  | Wallfahrt zur Heiligsten Dreifaltigkeit (größter Dreifaltigkeitswallfahrtsort Deutschlands) |
| Thüringen           | Grimmenthal                                                                   | Marienwallfahrtsort |
| Bayern              | Gschnaidt                                                                     | |
| Bayern              | Haardorf                                                                      | Wallfahrtskirche zum Kreuzberg |
| Nordrhein-Westfalen | Haltern am See                                                                | Wallfahrt auf den Annaberg |
| Nordrhein-Westfalen | Hamm-Uentrop                                                                  | Sri-Kamadchi-Ampal-Tempel: hinduistische Pilgerstätte, gebaut nach dem Kanchipuram Kamadchi Ampal Tempel, besonders verehrt von Tamilen aus Sri Lanka. Höhepunkt: Tempelfest im Sommer (bis zu etwa 20.000 Pilgern aus ganz Europa, manche aus weiter entfernten Ländern wie Kanada und Indien) |
| Niedersachsen       | Heede (Emsland)                                                               | Gebetsstätte, Wallfahrt nicht kirchlich anerkannt (Marienerscheinungen 1937–1940) |
| Nordrhein-Westfalen | Heimbach Bistum Aachen                                                        | Wallfahrt zur Schmerzhaften Mutter von Heimbach |
| Nordrhein-Westfalen | Heisterbacherrott Erzbistum Köln                                              | Wallfahrt zum Apostel Judas Thaddäus |
| Bayern              | Hellring                                                                      | Wallfahrtskirche St. Ottilia |
| Nordrhein-Westfalen | Herford Erzbistum Paderborn                                                   | Herforder Vision |
| Rheinland-Pfalz     | Herschbach                                                                    | Oberherschbach |
| Nordrhein-Westfalen | Herzfeld (Lippetal) Bistum Münster (pastoral betreut vom Erzbistum Paderborn) | Wallfahrtskirche St. Ida von Herzfeld |
| Baden-Württemberg   | Hirschberg an der Bergstraße                                                  | St. Johannes Baptist (Schwarze Madonna) |
| Thüringen           | Hülfensberg (Eichsfeld)                                                       | |
| Sachsen-Anhalt      | Huysburg bei Halberstadt                                                      | |
| Nordrhein-Westfalen | Ittenbach Erzbistum Köln                                                      | Schmerzhafte Mutter Gottes |
| Nordrhein-Westfalen | Kevelaer Bistum Münster                                                       | Marienwallfahrtsort |
| Nordrhein-Westfalen | Kinzweiler Bistum Aachen                                                      | Mutter Gottes vom Guten Rat in der Wallfahrtskirche St. Blasius |
| Baden-Württemberg   | Kippenheim Erzbistum Freiburg                                                 | Maria Frieden |
| Rheinland-Pfalz     | Klausen (Eifel)                                                               | Marienwallfahrt in der Pfarrkirche (ehem. Augustinerchorherrnschaft) |
| Thüringen           | Klüschen Hagis (Eichsfeld)                                                    | |
| Nordrhein-Westfalen | Knechtsteden Erzbistum Köln                                                   | Schmerzhafte Mutter |
| Nordrhein-Westfalen | Köln Erzbistum Köln                                                           | Schrein der Heiligen Drei Könige (Kölner Dom) |
| Nordrhein-Westfalen | Köln Erzbistum Köln                                                           | St. Maria in der Kupfergasse (Schwarze Madonna von Köln) |
| Nordrhein-Westfalen | Köln Erzbistum Köln                                                           | Minoritenkirche (Grab des seligen Adolph Kolping) |
| Nordrhein-Westfalen | Kalk (Köln) Erzbistum Köln                                                    | Schmerzhafte Mutter Gottes in der Kalker Kapelle |
| Nordrhein-Westfalen | Stammheim (Köln) Erzbistum Köln                                               | Die freudenreiche Mutter Gottes |
| Bayern              | Kößlarn                                                                       | |
| Nordrhein-Westfalen | Kornelimünster Bistum Aachen                                                  | alle sieben Jahre Heiligtumsfahrt |
| Nordrhein-Westfalen | Kranenburg                                                                    | |
| Bayern              | Kreuzberg                                                                     | in der Rhön, Wallfahrt zum Heiligen Kreuz |
| Niedersachsen       | Lage-Rieste                                                                   | |
| Rheinland-Pfalz     | Langenfeld (Eifel) Bistum Trier                                               | St. Jost (Langenfeld) |
| Nordrhein-Westfalen | Leverkusen-Alkenrath Erzbistum Köln                                           | Seliger Gezelinus |
| Baden-Württemberg   | Löffingen Erzbistum Freiburg                                                  | Wallfahrtskirche Witterschneekreuz |
| Rheinland-Pfalz     | Ludwigshafen am Rhein Bistum Speyer                                           | Wallfahrtskirche Mariä Himmelfahrt / Loreto-Heiligtum |
| Schleswig-Holstein  | Lübeck Erzbistum Hamburg                                                      | Lübecker Märtyrer |
| Nordrhein-Westfalen | Lüftelberg (Meckenheim) Erzbistum Köln                                        | St. Petrus (Lüftelberg) mit dem Grab der Hl. Lüfthildis |
| Rheinland-Pfalz     | Mainz-Gonsenheim Bistum Mainz                                                 | Vierzehn Nothelfer |
| Hessen              | Marburg                                                                       | ursprüngliches Grab der hl. Elisabeth |
| Rheinland-Pfalz     | Maria Rosenberg                                                               | |
| Bayern              | Maria Vesperbild                                                              | |
| Bayern              | Mariabrunn                                                                    | Marienwallfahrtsort in Röhrmoos, Landkreis Dachau |
| Nordrhein-Westfalen | Marialinden Erzbistum Köln                                                    | Schmerzhafte Mutter Gottes |
| Nordrhein-Westfalen | Marienbaum                                                                    | Wallfahrtskirche St. Mariä Himmelfahrt (Marienbaum) |
| Sachsen-Anhalt      | Marienborn                                                                    | Marienwallfahrtsort mit Brunnenkapelle |
| Nordrhein-Westfalen | Marienheide Erzbistum Köln                                                    | Wallfahrtskirche St. Mariä Heimsuchung |
| Rheinland-Pfalz     | Marienstatt Bistum Limburg                                                    | Schmerzhafte Muttergottes, Gnadenbild in der Abteikirche des Zisterzienserklosters |
| Hessen              | Kloster Marienthal (Geisenheim) Bistum Limburg                                | |
| Rheinland-Pfalz     | Kloster Marienthal (Westerwald) Erzbistum Köln                                | Marienwallfahrtsort zur Schmerzhaften Mutter |
| Bayern              | Marienweiher                                                                  | |
| Saarland            | Merzig-Harlingen                                                              | |
| Saarland            | Mettlach Bistum Trier                                                         | Grab des Heiligen Lutwinus |
| Nordrhein-Westfalen | Mönchengladbach Bistum Aachen                                                 | alle sieben Jahre Heiligtumsfahrt |
| Baden-Württemberg   | Moosbronn                                                                     | |
| Bayern              | Neukirchen beim Heiligen Blut                                                 | |
| Nordrhein-Westfalen | Neuss Erzbistum Köln                                                          | Quirinus von Rom, Hildegunde von Neuss/Schönau und Cornelius |
| Rheinland-Pfalz     | Neuleiningen Bistum Speyer                                                    | Mariä Geburt; am Sonntag davor Lichterprozession durch das erleuchtete Burgdorf, Dienstag Wallfahrtstag in der Wallfahrtskirche St. Nikolaus |
| Brandenburg         | Neuzelle                                                                      | |
| Nordrhein-Westfalen | Velbert-Neviges Erzbistum Köln                                                | Marienwallfahrt zum Gnadenbild der Unbefleckten Empfängnis von Neviges im Nevigeser Wallfahrtsdom „Maria, Königin des Friedens“ |
| Nordrhein-Westfalen | Nothberg Bistum Aachen                                                        | Wallfahrt zur Schmerzhaften Mutter in der Wallfahrtskirche St. Cäcilia |
| Niedersachsen       | Ottbergen                                                                     | |
| Bayern              | Ottobeuren                                                                    | St. Maria (Eldern) |
| Hessen              | Obertiefenbach Bistum Limburg                                                 | Wallfahrtskapelle Maria Hilf in Beselich |
| Bayern              | Pfaffenhofen an der Roth                                                      | Marienfried |
| Rheinland-Pfalz     | Remagen Bistum Trier                                                          | Apollinariskirche |
| Bayern              | Ringelai                                                                      | Christkindlwallfahrt in Bayern |
| Niedersachsen       | Rulle                                                                         | |
| Sachsen             | Rosenthal                                                                     | Maria von der Linde, Osterborn |
| Rheinland-Pfalz     | Saarburg                                                                      | Mariä Heimsuchung (Beurig) (belegt seit 1304; älteste Marien-Wallfahrt des Bistums Trier) |
| Bayern              | Sammarei                                                                      | Marienwallfahrt |
| Bayern              | Sulzbach-Rosenberg                                                            | Wallfahrtskirche St. Anna (Festwoche um den 26. Juli) |
| Bayern              | St. Bartholomä                                                                | Ziel der Almer Wallfahrt am Bartholomäustag (24. August) |
| Saarland            | St. Wendel                                                                    | Grab des hl. Wendelinus |
| Rheinland-Pfalz     | Schankweiler Klause Bistum Trier                                              | Marienwallfahrt |
| Bayern              | Sielenbach Bistum München und Freising                                        | Marienwallfahrtsort Maria Birnbaum (Sielenbach) |
| Nordrhein-Westfalen | Steinfeld (Eifel) Bistum Aachen                                               | Grab des hl. Hermann Joseph |
| Nordrhein-Westfalen | Stiepel                                                                       | Gnadenbild der Schmerzhaften Mutter von Stiepel |
| Nordrhein-Westfalen | Stromberg                                                                     | Heiliges Kreuz |
| Rheinland-Pfalz     | Sörgenloch                                                                    | Marienwallfahrt am 8. September (Mariä Geburt) |
| Rheinland-Pfalz     | Schönstatt (Vallendar) Bistum Trier                                           | Wallfahrt zum Gnadenbild der Dreimal Wunderbaren Mutter, Königin und Siegerin von Schönstatt („Urheiligtum“) als Gründungsort und Zentrum der Schönstattbewegung |
| Niedersachsen       | Söder                                                                         | |
| Bayern              | Sankt Kastl                                                                   | |
| Niedersachsen       | Sankt Joost (Stinstedt)                                                       | Wallfahrt zum hl. Jodokus |
| Nordrhein-Westfalen | Telgte Bistum Münster                                                         | Gnadenbild der schmerzhaften Maria aus Lindenholz |
| Baden-Württemberg   | Todtmoos                                                                      | |
| Rheinland-Pfalz     | Trier Bistum Trier                                                            | Grab des hl. Apostels Matthias |
| Rheinland-Pfalz     | Trier Bistum Trier                                                            | Heiliger Rock im Trierer Dom |
| Hessen              | Trutzhain                                                                     | Marienwallfahrt |
| Bayern              | Tuntenhausen                                                                  | Marienwallfahrt |
| Bayern              | Velburg                                                                       | Wallfahrtskirche Herz Jesu (1770/1792) mit Eremitage, die einzige Herz-Jesu-Wallfahrtskirche in Bayern |
| Nordrhein-Westfalen | Verne (Westfalen) Erzbistum Paderborn                                         | Deutschlands ältester lebendiger Marienwallfahrtsort von 1171 Brünneken-Kapelle, Beginn der Wallfahrtstradition |
| Bayern              | Vierzehnheiligen                                                              | in Oberfranken, Wallfahrt zu den Vierzehn Nothelfern |
| Bayern              | Violau                                                                        | St. Michael, in Schwaben (Bayern) |
| Baden-Württemberg,  | Waghäusel                                                                     | Marienwallfahrtskirche |
| Bayern              | Waldkirchen (Petersberg)                                                      | Wallfahrtskirche St. Peter und Paul |
| Baden-Württemberg   | Walldürn                                                                      | Wallfahrtsbasilika St. Georg (Blutwunder von Walldürn) |
| Rheinland-Pfalz     | Wasserliesch                                                                  | Marienwallfahrt zur Löschemer Kapelle |
| Sachsen             | Wechselburg                                                                   | Kloster Wechselburg, Basilika Hl. Kreuz |
| Baden-Württemberg   | Weingarten (Württemberg)                                                      | |
| Bayern              | Wemding                                                                       | Basilika Maria Brünnlein vom Trost |
| Nordrhein-Westfalen | Werl Erzbistum Paderborn                                                      | Marienwallfahrtsort, Wallfahrtsbasilika Mariä Heimsuchung |
| Niedersachsen       | Wietmarschen                                                                  | Marienwallfahrtsort, Wallfahrtskirche St. Johannes Apostel |
| Bayern              | Wollaberg                                                                     | |
| Nordrhein-Westfalen | Xanten                                                                        | |